# Carcaj

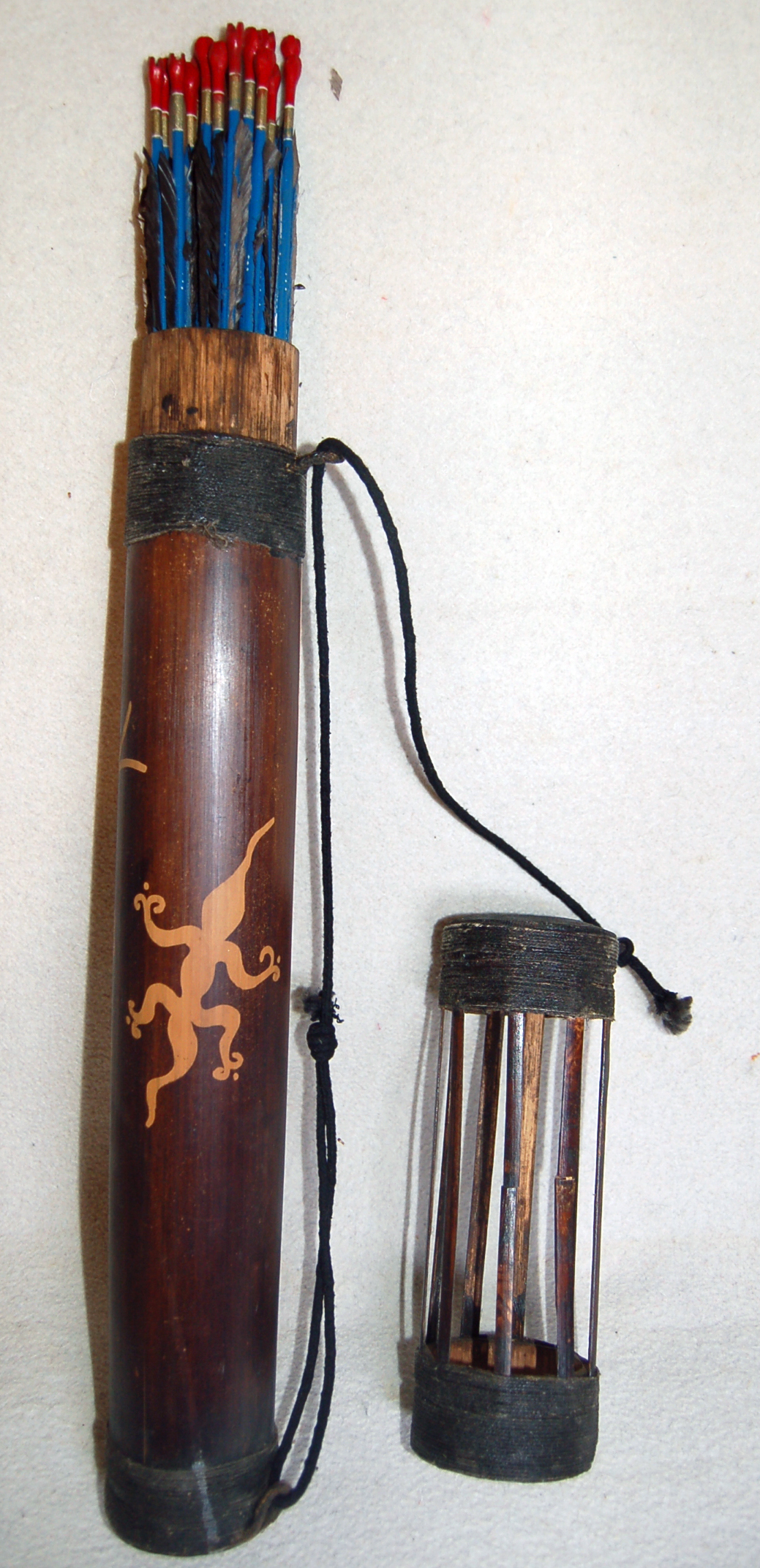
Carcaj.

El carcaj o aljaba es una caja o cilindro de piel, madera y/o tela usada por los arqueros para transportar las flechas, saetas, dardos o jabalinas, permitiéndoles alcanzarlas con facilidad y rapidez. Su uso está documentado desde la prehistoria y la más antigua de que se tiene noticia es la que se encontró junto a Ötzi (nombre dado a la momia de un hombre que falleció hacia el 3255 a. C.). 
El carcaj se cuelga normalmente a la espalda, para facilitar al arquero libertad de movimientos y al mismo tiempo accesibilidad a los proyectiles; pero también a la cintura. Durante las batallas de la antigüedad las formaciones de arqueros solían clavar las flechas en el suelo justo frente a ellos para hacer el acceso a las flechas aún más rápido.

## Tipos de carcaj

### Carcaj de cinturón
El estilo más común de carcaj es un recipiente plano o cilíndrico suspendido del cinturón. Se encuentran en muchas culturas desde América del Norte hasta China. Existen muchas variaciones de este tipo, como estar inclinado hacia adelante o hacia atrás, y ser llevado en el lado de la mano dominante, en el lado opuesto o en la parte baja de la espalda. Algunas variantes encierran casi toda la flecha, mientras que los "carcaj de bolsillo" minimalistas consisten en poco más que una pequeña bolsa rígida que solo cubre las primeras pulgadas. El tapiz de Bayeux muestra que la mayoría de los arqueros de la Europa medieval usaban carcaj de cinturón.

### Carcaj de espalda

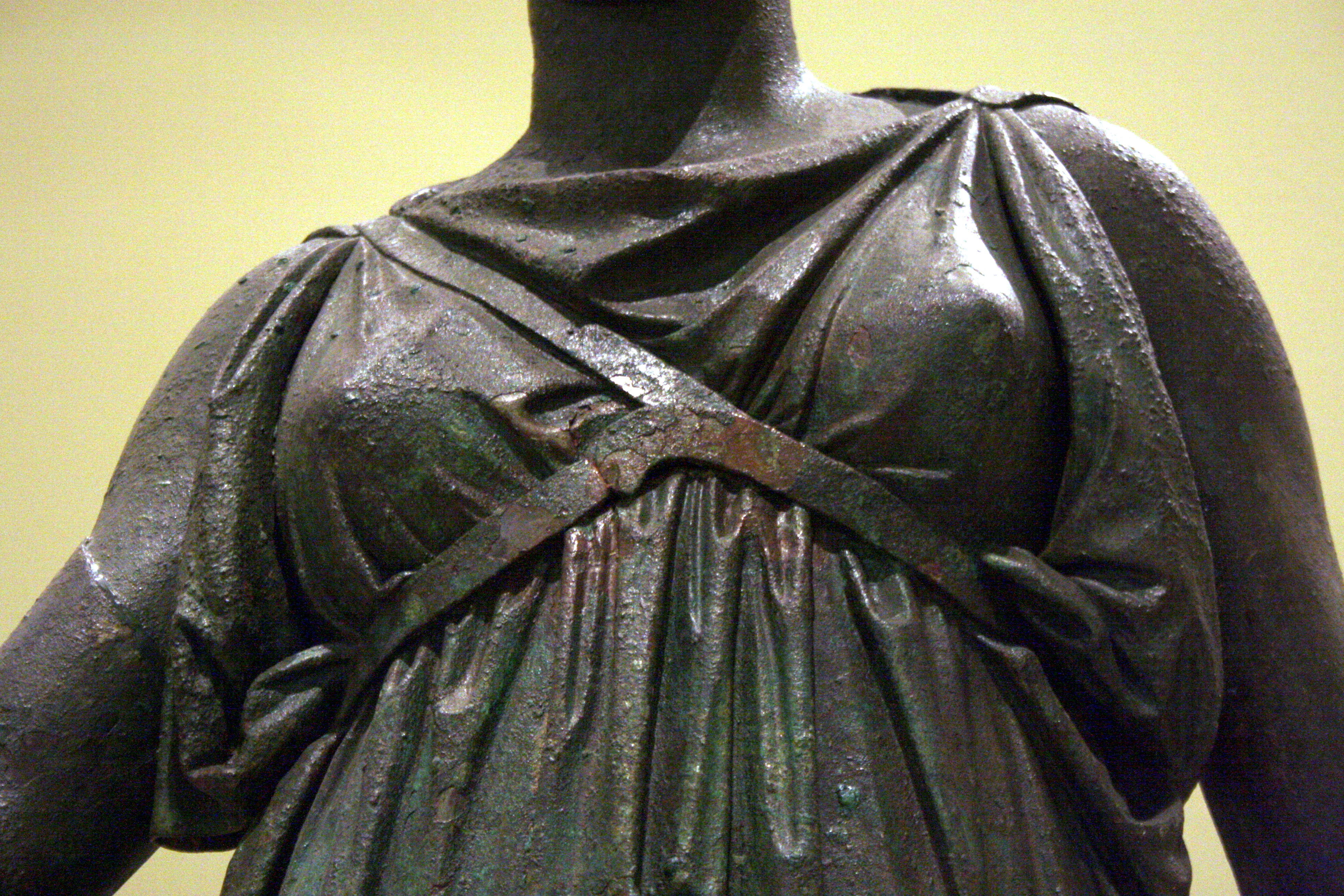
Un arnés en forma de Y para un carcaj de espalda aparece en esta estatua de bronce de Artemisa, diosa griega de la caza, de mediados del siglo IV a. C.

Los carcaj de espalda están asegurados a la espalda del arquero por correas de cuero, con los extremos del culatín sobresaliendo por encima del hombro de la mano dominante. Las flechas se pueden coger rápidamente del culatín. Este estilo de carcaj fue utilizado por pueblos nativos de América del Norte y África, y también fue comúnmente representado en bajorrelieves de la antigua Asiria. También se utilizaron en la antigua Grecia y a menudo aparecen en representaciones escultóricas de Artemisa, diosa de la caza. Si bien es popular en el cine y el arte del siglo XX por las representaciones de personajes europeos medievales (como Robin Hood), este estilo de carcaj rara vez se usaba en la Europa medieval.

### Carcaj de tierra
Un carcaj de tierra se usa tanto para tiro al blanco como para la guerra cuando el arquero está disparando desde una ubicación fija. Pueden ser simplemente estacas en el suelo con un anillo en la parte superior para sujetar las flechas, o diseños más elaborados que mantienen las flechas al alcance sin que el arquero tenga que inclinarse para sacarlas.

### Carcaj de arco
Un invento moderno, el carcaj de arco se adhiere directamente a las extremidades del arco y mantiene firmes las flechas con un clip de algún tipo. Son populares entre los cazadores de arco compuesto ya que permite llevar una pieza de equipo en el campo sin estorbar el cuerpo del cazador.
Otros tipos de carcajes se acoplan directamente al antebrazo o pantorrilla.

## Sinónimos
Según la RAE aljaba y carcaj son sinónimos, si bien el segundo también puede hacer referencia a la funda de cuero para guardar armas de fuego o a la cuja donde se mete el extremo de una cruz llevada en procesión.